# Гавриил (Воеводин)
Архиепи́скоп Гаврии́л (в миру Григо́рий Дми́триевич Воево́дин; 6 января 1869, Луга, Санкт-Петербургская губерния — 17 декабря 1937, Боровичи, Ленинградская область) — епископ Православной российской церкви, архиепископ Полоцкий и Витебский.

## Биография
Родился в 1869 году близ Санкт-Петербурга, в семье мещанина. В детстве прислуживал в алтаре храма Михаила Архангела — нижнего храма церкви Воскресения Христова и Рождества Христова (Малоколоменской) в Санкт-Петербурге.
В 1890 году окончил восьмую санкт-петербургскую гимназию.
В 1893 году пострижен в монашество и рукоположён во иеродиакона.
В 1894 году окончил Санкт-Петербургскую духовную академию со степенью кандидата богословия.
Посвящён во иеромонаха и назначен преподавателем гомилетики во Владикавказском духовном училище.
В 1895 году перемещён преподавателем гомилетики в Александровскую Ардонскую миссионерскую семинарию.
В 1896 году назначен преподавателем гомилетики в Могилёвскую духовную семинарию.
В 1898 году — инспектор Полтавской духовной семинарии, награждён наперсным крестом .
С 1901 года — архимандрит, настоятель Уфимского Успенского монастыря, член Уфимской духовной консистории.
С 29 августа 1908 года — настоятель Богоявленского Житомирского монастыря и начальник Житомирского училища пастырства на Волыни, цензор «Волынских епархиальных ведомостей».
С 20 июля 1910 года — настоятель Тригорского монастыря.
25 июля 1910 года хиротонисан во епископа Острожского, третьего викария Волынской епархии с оставлением в должности начальника Житомирского училища пастырства. Чин хиротонии совершали: архиепископ Волынский и Житомирский Антоний (Храповицкий) в сослужении с епископами Холмским Евлогием (Георгиевским), Кременецким Никоном (Бессоновым), Каневским Иннокентием (Ястребовым) и Измаильским Гавриилом (Чепуром).
С 9 июня 1915 года был назначен епископом Челябинским, первым викарием Оренбургской епархии.
С 26 января 1916 года — епископ Гавриил назначен епископом Барнаульским, вторым викарием Томской епархии.
С 3 апреля 1916 по 1917 годы — товарищ председателя Императорского православного палестинского общества.
В 1917 году временно управляющий Енисейской и Красноярской епархией.
Награждён орденами святого Владимира IV (1909) и III (1912) степени, святой Анны I степени (1914).
В 1918 году член Поместного собора как заместитель епископа Анатолия (Каменского), участвовал во 2-3-й сессиях, член III, X, XI, XIX отделов; член Всеукраинского православного церковного собора и Сибирского соборного церковного совещания.
В 1919 году уволен на покой, жил в Иркутске.
С 1921 года настоятель томского Богородице-Алексеевского мужского монастыря.
27 августа 1922 года вошёл в общение с обновленческим Сибирским церковным управлением, разделил принципы нового церковного движения и был на заседании Сибирского церковного управления назначен настоятелем Томского Алексеевского мужского монастыря.
Обновленческий епископ Томский, с 1923 года архиепископ Барнаульский и Алтайский.
В сентябре 1922 года вместе с Софронием (Арефьевым) рукоположил во епископы вдовых протоиереев Иоанна (Завадовского) во епископа Барнаульского и Николая (Чижова) во епископа Иркутского.
В 1923 году как делегат Первого обновленческого собора подписал постановление о лишении сана и монашества Святейшего Патриарха Тихона.
В 1923 году принёс покаяние, принят в сане епископа. С 1924 года архиепископ Ямбургский, викарий Ленинградской епархии.
С 1926 году архиепископ Кингисеппский, викарий Ленинградской епархии.
С конца 1926 года до Пасхи 1927 года по назначению митрополита Ленинградского Иосифа (Петровых) временно управлял Ленинградской епархией.
19 апреля 1927 года арестован; освобождён 19 ноября. Критически отнёсся к декларации митрополита Сергия и в конце 1928 г. по прошению был уволен на покой, служил в храмах Ленинграда.
17 февраля 1932 года арестован по делу Александро-Невского братства и был приговорён к пяти годам лагерей, срок отбывал в Карагандинском и Сибирском ИТЛ.
В феврале 1937 года вернулся в Ленинград. Не получив прописки, поселился в городе Боровичи. Жил на подаяния.
9 сентября 1937 года арестован по обвинению в руководстве «контрреволюционной организацией церковников». Вместе с ним по одному делу проходили княжна Кира Оболенская и Екатерина Арская. Подписал сфабрикованные показания, затем отказался от них и участия в очных ставках. 10 декабря 1937 приговорён Особой тройкой УНКВД Ленинградской области к высшей мере наказания.
17 декабря 1937 года расстрелян в Боровичах в составе группы из 51 осуждённого.
26 марта 1958 года посмертно реабилитирован по делу 1937 года («контрреволюционной организации церковников»). 28 апреля 1989 года посмертно реабилитирован по делу 1932 года (Александро-Невского братства).

## Сочинения
- Письмо к митрополиту Флавиану (Городецкому) // НИОР РГБ. Ф. 257. К. 4. Ед. хр. 1.
- Речь при наречении во епископа Острожского // Церковные ведомости. Приб. 1910. № 32.
- Закон любви. Житомир, 1914.
- Знаменательный сон (Из воспоминаний об о. Иоанне Кронштадтском). Житомир, 1914.
- О Церковном историко-археологическом обществе Томской епархии // Томские епархиальные ведомости. 1917. № 1 (Живоносный источник. 2013. № 1).
- Отношение на имя Енисейской духовной консистории // Официальные известия по Енисейской епархии. 1917. № 4.